# Lijst van elektrotechnici
Lijst van beroemde elektrotechnici en wetenschappers die veel hebben bijgedragen aan de elektrotechnische wetenschap, waaronder: elektriciteit, elektromagnetisme, elektrotechniek, elektronica, telegrafie, radio, elektrochemie, etc.

## In België
- Zénobe Gramme (1826-1901)
- Polydoor Lippens (1810-1889)

- Floris Nollet (1794-1853)
- Marcel Pourbaix (1904-1998)

## In Nederland
- Henderikus Bernardus Boerema (1922-1992)
- Peter Debye (1884-1966)
- Gerhard Joan Elias (1879-1951)
- Willem Einthoven (1860-1927)
- Vic Hayes (1941)
- Kees Schouhamer Immink (1946)
- Cornelis Krayenhoff (1758-1840)
- Frederik H. Kreuger (1928-2015)
- Hans van Nauta Lemke (1924-2021)
- Bram Nauta (1964)

- Martinus van Marum (1750-1837)
- Pieter van Musschenbroek (1692-1761)
- Henri Nolen (1890-1986)
- Heike Kamerlingh Onnes (1853-1926)
- Gerard Philips (1858-1942)
- Balthasar van der Pol (1889-1959)
- Jacob Cornelis van Staveren (1889-1979)
- Bernard Tellegen (1900-1990)
- Eduard Wenckebach (1813-1874)

## Rest van de wereld

### A
- George Adams Jr., Groot-Brittannië (1750-1795)
- Isaak Adams Jr., Verenigde Staten (1836-1911)
- William Grylls Adams, (1936-1915)
- Robert Adler, Oostenrijk, Verenigde Staten (1913-2007)
- Franz Maria Ulrich Aepinus, Rusland (1724-1802)
- Giovanni Aldini, Italië (1762-1834)
- Ernst Alexanderson, Zweden, Verenigde Staten (1878-1975)
- David Alter, Verenigde Staten (1807-1881)
- André-Marie Ampère, Frankrijk (1775-1836)
- François Arago, Frankrijk (1786-1853)
- Edwin Howard Armstrong, Verenigde Staten (1890-1954)
- Svante August Arrhenius, Zweden (1859–1927)
- Jacques-Arsène d'Arsonval, Frankrijk (1851-1940)
- Hertha Ayrton, Groot-Brittannië (1854-1923)
- William Edward Ayrton, Groot-Brittannië (1847-1908)

### B
- Alexander Bain, Groot-Brittannië (1811-1877)
- John Logie Baird, Groot-Brittannië (1888-1946)
- Francis Thomas Bacon, Groot-Brittannië (1904-1992)
- Frederick Collier Bakewell, Groot-Brittannië (1800-1869)
- Earl Bakken, Verenigde Staten (*1924)
- Allen J. Bard, Verenigde Staten (*1933)
- John Bardeen, Verenigde Staten (1908-1991)
- Heinrich Georg Barkhausen, Duitsland (1881-1956)
- Peter Barlow, Groot-Brittannië (1776-1862)
- Laura Bassi, Italië (1711-1778)
- Émile Baudot, Frankrijk (1845-1903)
- Arnold Orville Beckman, Verenigde Staten (1900-2004)
- Antoine César Becquerel, Frankrijk (1788-1878)
- Alexander Graham Bell, Verenigde Staten (1847-1922)
- Abraham Bennet, Groot-Brittannië (1749-1799)
- Emile Berliner, Duitsland, Verenigde Staten (1851-1929)
- Golding Bird, Groot-Brittannië (1814-1854)
- Ottó Titusz Bláthy, Hongarije (1860-1939)
- Katharine Burr Blodgett, Verenigde Staten (1898-1979)
- André Blondel, Frankrijk (1863-1938)
- Hendrik Wade Bode, Verenigde Staten (1905-1982)
- Friedrich von Bohnenberger, Duitsland (1765-1831)
- Bodo von Borries, Duitsland (1905-1956)
- Paul Boucherot, Frankrijk (1869-1943)
- Charles Bourseul, Frankrijk (1829-1912)
- Otis Boykin, Verenigde Staten (1920-1982)
- Emil du Bois-Reymond, (1818-1896)
- Georg Mathias Bose, Duitsland (1710-1761)
- Eugène Édouard Désiré Branly, Frankrijk (1844-1940)
- Walter Houser Brattain, Verenigde Staten (1902-1987)
- Karl Ferdinand Braun, Duitsland (1850-1918)
- Rudolf Brdicka, Tsjechië (1906-1970)
- Louis François Clément Breguet, Frankrijk (1804-1883)
- George Harold Brown, Verenigde Staten (1908-1987)
- Walter Bruch, Duitsland (1908-1990)
- Charles Francis Brush, Verenigde Staten (1849-1929)
- Oliver Buckley, Verenigde Staten (1887-1959)
- Robert Wilhelm Bunsen, Duitsland (1811-1899)
- John Alfred Valentine Butler, Groot-Brittannië (1899-1977)

### C
- Niccolò Cabeo, Italië (1586-1650)
- Nicholas Joseph Callan, Ierland (1799-1864)
- John Joseph Carty, Verenigde Staten (1861-1932)
- Cummings Colineer Chesney, Verenigde Staten (1863-1947)
- Alan Archibald Campbell Swinton, Groot-Brittannië (1863-1930)
- George Ashley Campbell, Verenigde Staten (1870-1954)
- Ferdinand Carré, Frankrijk (1824-1900)
- Giovanni Caselli, Italië (1815-1891)
- Henry Cavendish, Groot-Brittannië (1731-1810)
- Harold Chestnut, Verenigde Staten (1917-2001)
- Yuri Aleksandrovich Chizmadzhev, Rusland (*1935)
- Alfred Y. Cho, China, Verenigde Staten (*1937)
- Josiah Latimer Clark, Groot-Brittannië (1822-1898)
- Leland Clark, Verenigde Staten (1918-2005)
- Edith Clarke, Verenigde Staten (1883-1959)
- Charles Concordia, Verenigde Staten (1908-2003)
- William David Coolidge, Verenigde Staten (1873-1975)
- William Fothergill Cooke, Groot-Brittannië (1806-1879)
- Charles-Augustin de Coulomb, Frankrijk (1736-1806)
- Frederick Gardner Cottrell, (1877-1948)
- Seymour Cray, Verenigde Staten (1925-1996)
- Rookes Crompton, Groot-Brittannië (1845-1940)
- William Cruickshank, Groot-Brittannië (1745-1800)
- John Cuthbertson, Groot-Brittannië (1743-1821)

### D
- Robert Dahlander, Zweden (1870-1935)
- John Frederic Daniell, Groot-Brittannië (1790-1845)
- Sidney Darlington, Verenigde Staten (1906-1997)
- Thomas Davenport, Verenigde Staten (1802-1851)
- Daniel Davis Jr.,  Verenigde Staten (1813-1887)
- Humphry Davy, Groot-Brittannië (1778-1829)
- Paul Delahay, Nederland, Verenigde Staten (1921-2012)
- Marcel Deprez, Frankrijk (1843-1918)
- Miksa Déri, Hongarije (1854-1938)
- John Theophilus Desaguliers, Groot-Brittannië (1683-1744)
- Philip H. Diehl, Duitsland, Verenigde Staten (1847-1913)
- Revaz R. Dogonadze, Georgië (1931-1985)
- Michail Doliwo-Dobrowolski, Rusland, Duitsland (1862-1919)
- Frederick George Donnan, Ierland (1870-1956)
- Friedrich Dolezalek, Hongarije (1873-1920)
- James J. Drumm, Ierland (1897-1974)
- Charles du Fay, Frankrijk (1698-1739)
- Guillaume-Benjamin Duchenne, Frankrijk (1806-1875)
- William Duddell, Groot-Brittannië (1872-1917)

### E
- Thomas Alva Edison, Verenigde Staten (1847-1931)
- Harold Eugene Edgerton, Verenigde Staten (1903-1990)
- Charles Elachi, Libanon, Verenigde Staten (1947)
- Gertrude Lilian Entwisle, Groot-Brittannië (1892-1961)
- William Le Roy Emmet, Verenigde Staten (1859-1941)

### F
- Federico Faggin, Italië (*1941)
- Michael Faraday, Groot-Brittannië (1791-1867)
- Philo Taylor Farnsworth, Verenigde Staten (1906-1971)
- Sebastian Ziani de Ferranti, Groot-Brittannië (1864-1930)
- Galileo Ferraris, Italië (1847-1897)
- Gustave-Auguste Ferrié, Frankrijk (1868-1932)
- Reginald Aubrey Fessenden, Canada (1866-1932)
- John Ambrose Fleming, Groot-Brittannië (1849-1945)
- Lee de Forest, Verenigde Staten (1873-1961)
- Benjamin Franklin, Verenigde Staten  (1706-1790)
- Alexander Naoemovitsj Frumkin, Rusland (1895-1976)

### G
- Dennis Gabor, Hongarije (1900-1979)
- Luigi Galvani, Italië (1737-1798)
- Carl Gassner, Duitsland (1855-1942)
- Lucien Gaulard, Frankrijk (1850-1888)
- Carl Friedrich Gauss, Duitsland (1777-1855)
- Heinrich Geißler, Duitsland (1814-1879)
- Heinz Gerischer, Duitsland (1919-1994)
- Edmund Germer, Duitsland (1901-1987)
- Bancroft Gherardi, Verenigde Staten (1873-1941)
- William Gilbert, Groot-Brittannië (1544-1603)
- Edward Leonard Ginzton, Verenigde Staten (1915-1998)
- Robert Jemison Van de Graaff, Verenigde Staten (1901-1967)
- Leo Grätz, Duitsland (1856-1941)
- Elisha Gray, Verenigde Staten (1835-1901)
- Stephen Gray, Groot-Brittannië (1666-1736)
- William Grove, Groot-Brittannië (1811-1896)
- Otto von Guericke, Duitsland (1602-1686)

### H
- Arthur David Hall, Verenigde Staten (1925-2006)
- Edwin Herbert Hall, Verenigde Staten (1855-1938)
- William Joseph Hammer, Verenigde Staten (1858-1934)
- William Webster Hansen, Verenigde Staten (1909-1949)
- Robert Hare, Verenigde Staten (1781-1858)
- William Snow Harris, Groot-Brittannië (1791-1867)
- Ralph Vinton Lyon Hartley, Verenigde Staten (1888-1970)
- Francis Hauksbee Jr., Groot-Brittannië (1687-1763)
- Francis Hauksbee Sr., Groot-Brittannië (1666-1713)
- Oliver Heaviside, Groot-Brittannië (1850-1925)
- Alan Heeger, Verenigde Staten (*1936)
- Friedrich von Hefner-Alteneck, Duitsland (1845-1904)
- Hermann von Helmholtz, Duitsland (1821-1894)
- Joseph Henry, Verenigde Staten (1797-1878)
- Paul Louis-Toussaint Héroult, Frankrijk (1863-1914)
- Heinrich Rudolf Hertz, Duitsland (1857-1894)
- Peter Cooper Hewitt, Verenigde Staten (1861-1921)
- Johann Wilhelm Hittorf, Duitsland (1824-1914)
- Marcian Hoff, Verenigde Staten (*1937)
- Nick Holonyak, Verenigde Staten (*1928)
- John Hopkinson, Groot-Brittannië (1849-1898)
- Godfrey Hounsfield, Groot-Brittannië (1919-2004)
- Edwin James Houston, Verenigde Staten (1847-1914)
- Erich Armand A.J. Hückel, Duitsland (1896-1980)
- David Edward Hughes, Verenigde Staten (1831-1900)

### I
- Karl Ilgner, Duitsland (1862-1921)
- Dionýz Ilkovič, Slowakije (1907-1980)

### J
- Pavel Jablotsjkov, Rusland (1847-1894)
- Moritz Hermann von Jacobi, Duitsland (1801-1874)
- William W. Jacques, Verenigde Staten (1855-1932)
- Ányos Jedlik, Hongarije (1800-1895)
- Amos Joel, Verenigde Staten (1918-2008)
- James Prescott Joule, Groot-Brittannië (1818-1889)

### K
- Rudolf Emil Kálmán, Hongarije (1930-2016)
- Kálmán Kandó, Hongarije (1869-1931)
- Wiktor Kemula, Polen (1902-1985)
- Arthur Edwin Kennelly, Verenigde Staten (1861-1939)
- Achilles de Khotinsky, Rusland, Nederland, Verenigde Staten (1850-1933)
- Jack St. Clair Kilby, Verenigde Staten (1923-2005)
- Gustav Robert Kirchhoff, Duitsland (1824-1887)
- Erasmus Kittler, Duitsland (1852-1929)
- Ewald Jurgens von Kleist, Duitsland (1700-1748)
- Max Knoll, Duitsland (1897-1969)
- Friedrich Kohlrausch, Duitsland (1840-1910)
- Adolf Wilhelm Hermann Kolbe, (1818-1884)
- Karl Kordesch, Oostenrijk (1922-2011)
- William Bennett Kouwenhoven, Verenigde Staten (1886-1975)

### L
- Uno Lamm, Zweden (1904–1989)
- Benjamin Garver Lamme, Verenigde Staten (1864-1924)
- Irving Langmuir, Verenigde Staten (1881-1957)
- Lewis Howard Latimer, Verenigde Staten (1848-1928)
- Max Julius Louis Le Blanc, Duitsland (1865-1943)
- Georges Leclanché, Frankrijk (1839-1882)
- Heinrich Lenz, Duitsland (1804-1865)
- Veniamin G. Levich, Rusland, Verenigde Staten (1917-1987)
- Georg Christoph Lichtenberg, Duitsland (1742-1799)
- John William Lieb, Verenigde Staten (1860-1929)
- Robert von Lieben, Oostenrijk (1878-1913)
- Julius Edgar Lilienfeld, Oostenrijk (1881-1963)
- Gabriel Jonas Lippmann, Frankrijk (1845-1921)
- Oliver Lodge, Groot-Brittannië (1851-1940)
- Alexander Lodygin, Rusland, Verenigde Staten (1847-1923)
- Oleg Vladimirovich Losev, Rusland (1903-1942)
- Thomas Martin Lowry, Groot-Brittannië (1874-1936)
- Jean de Luc, Zwitserland (1727-1817)

### M
- Alan MacDiarmid, Verenigde Staten (1927-2007)
- Duncan A. MacInnes, Verenigde Staten (1885-1965)
- Rudolph A. Marcus, Canada, Verenigde Staten (1923)
- Guglielmo Marconi, Italië (1874-1937)
- James Clerk Maxwell, Groot-Brittannië (1831-1879)
- Antoine Masson, Frankrijk (1806-1860)
- Carlo Matteucci, Italië (1811-1868)
- Carver Mead, Verenigde Staten (1934)
- Alexander Meißner, Duitsland (1883-1958)
- Antonio Santi Giuseppe Meucci, Italië (1808-1889)
- Robert Andrews Millikan, Verenigde Staten (1868-1953)
- Peter Dennis Mitchell, Groot-Brittannië (1920-1992)
- Ludwig Mond, Duitsland, Groot-Brittannië (1839-1909)
- Allen Balcom DuMont, Verenigde Staten (1901-1965)
- Daniel McFarlan Moore, Verenigde Staten (1869–1933)
- Samuel Finley Breese Morse, Verenigde Staten (1791-1872)

### N
- Walther Nernst, Duitsland (1864-1941)
- William Nicholson, Groot-Brittannië (1753-1815)
- Leopoldo Nobili, Italië (1784-1835)
- Jean-Antoine Nollet, Frankrijk (1700-1770)
- Robert Noyce, Verenigde Staten (1927-1990)
- Harry Nyquist, Zweden (1889-1976)

### O
- Georg Simon Ohm, Duitsland (1789-1854)
- Russell Ohl, Verenigde Staten (1898-1987)
- Temistocle Calzecchi Onesti, Italië (1853-1922)
- Hans Christian Ørsted, Denemarken (1777-1851)
- Janet G. Osteryoung, Verenigde Staten (*19??)
- Friedrich Wilhelm Ostwald, Duitsland (1853-1932)

### P
- Antonio Pacinotti, Italië (1841-1912)
- Charles Grafton Page, Verenigde Staten (1812-1868)
- Kumar Patel, India (1938)
- Gerald Pearson, Verenigde Staten (1905-1987)
- George Washington Pierce, Verenigde Staten (1872-1956)
- John Robinson Pierce, Verenigde Staten (1910-2002)
- Antoine-Hippolyte Pixii, Frankrijk (1808-1835)
- Gaston Planté, Frankrijk (1834-1889)
- Johann Christian Poggendorff, Duitsland (1796-1877)
- Franklin Leonard Pope, Verenigde Staten (1840-1985)
- Aleksandr Popov, Rusland (1859-1906)
- William Bancroft Potter, Verenigde Staten (1863-1934)
- Claude Pouillet, Frankrijk (1790-1868)
- Valdemar Poulsen, Denemarken (1869-1942)
- William Henry Preece, Groot-Brittannië (1834-1913)
- Michael Pupin, Servië (1858-1935)
- Tivadar Puskás, Hongarije (1844-1893)

### R
- Jesse Ramsden, Groot-Brittannië (1735-1800)
- John Edward Brough Randles, Groot-Brittannië (1912-1998)
- Giovanni Rappazzo, Italië (1893-1995)
- Johann Philipp Reis, Duitsland (1834-1874)
- Augusto Righi, Italië (1850-1920)
- Johann Wilhelm Ritter, Duitsland (1776-1810)
- Auguste Arthur de la Rive, Zwitserland (1801-1873)
- Walter Rogowski, Duitsland (1881-1947)
- Henry Augustus Rowland, Verenigde Staten (1848-1901)
- Samuel Ruben, Verenigde Staten (1900-1988)
- Heinrich Daniel Ruhmkorff, Duitsland (1803-1877)
- Ernst Ruska, Duitsland (1906-1988)

### S
- David Sarnoff, Verenigde Staten (1891-1971)
- Horace-Bénédict de Saussure, Zwitserland (1740-1799)
- Joseph Saxton, Verenigde Staten (1799-1873)
- Walter Schottky, Duitsland (1886-1976)
- John Robert Schrieffer, Verenigde Staten (*1931)
- Sigmund Schuckert, Duitsland (1846-1895)
- Johann Salomo Christoph Schweigger, Duitsland (1779-1857)
- Charles Ezra Scribner, Verenigde Staten (1858-1926)
- Thomas Johann Seebeck, Duitsland (1770-1831)
- Werner von Siemens, Duitsland (1816-1892)
- Oliver Shallenberger, Verenigde Staten (1860-1898)
- Hideki Shirakawa, Japan (*1936)
- Masuzo Shikata, Japan (1895-1964)
- William Bradford Shockley, Verenigde Staten (1910-1989)
- Joseph Slepian, Verenigde Staten (1891-1969)
- Willoughby Smith, Groot-Brittannië (1828-1891)
- Samuel Thomas von Sömmerring, Duitsland (1755-1830)
- Elmer Ambrose Sperry, Verenigde Staten (1860-1930)
- William Stanley Jr., Verenigde Staten (1858-1916)
- Carl August von Steinheil, Duitsland (1801-1870)
- Charles Proteus Steinmetz, Verenigde Staten (1865-1923)
- John Stone Stone, Verenigde Staten (1869-1943)
- George Johnstone Stoney, Ierland (1826-1911)
- William Sturgeon, Groot-Brittannië (1783-1850)
- Joseph Wilson Swan, Groot-Brittannië (1828-1914)

### T
- Julius Tafel, Zwitserland, Duitsland (1862-1918)
- Gordon Kidd Teal, Verenigde Staten (1907-2003)
- Nikola Tesla, Kroatië, Verenigde Staten (1856-1943)
- Silvanus Thompson, Groot-Brittannië (1851-1916)
- Elihu Thomson, Verenigde Staten (1853-1937)
- Joseph John Thomson, Groot-Brittannië (1856-1940)
- William Thomson (Lord Kelvin), Groot-Brittannië (1824-1907)
- Kálmán Tihanyi, Hongarije (1897-1947)
- August Toepler, Duitsland (1836-1912)
- John Sealy Townsend, Ierland (1868-1957)
- Gustave Pierre Trouvé, Frankrijk (1839-1902)

### U
- Ralph Ungermann, Verenigde Staten (1942-2015)
- Francis R. Upton, Verenigde Staten (1852-1921)

### V
- Russell H. Varian, Verenigde Staten (1898-1959)
- Sigurd F. Varian, Verenigde Staten (1901-1961)
- Cromwell Fleetwood Varley, Groot-Brittannië (1828-1883)
- Klaus-Jürgen Vetter, Duitsland (1916-1974)
- Max Volmer, Duitsland (1885-1965)
- Alessandro Volta, Italië (1745-1827)

### W
- Augustus Desiré Waller, Groot-Brittannië (1856-1922)
- Frank Wanlass, Verenigde Staten (1933-2010)
- Harry Ward Leonard, Verenigde Staten (1861-1915)
- William Watson, Groot-Brittannië (1715-1787)
- Robert Watson-Watt, Groot-Brittannië (1892-1973)
- Wilhelm Eduard Weber, Duitsland (1804-1891)
- Hans Wenking, Duitsland (1923-2007)
- George Westinghouse, Verenigde Staten (1846-1914)
- Edward Weston, Groot-Brittannië (1850-1936)
- Charles Wheatstone, Groot-Brittannië (1802-1875)
- Willis Rodney Whitney, Verenigde Staten (1868-1958)
- James Wimshurst, Groot-Brittannië (1832-1903)
- Johann Winkler, Duitsland (1703-1770)
- William Hyde Wollaston, Groot-Brittannië (1766-1828)

### Z
- Lotfi Zadeh, Iran, Verenigde Staten (1921-2017)
- Francesco Zantedeschi, Italië (1797-1873)
- Jonathan Zenneck, Duitsland (1871-1959)
- Clarence Melvin Zener, Verenigde Staten (1905-1993)
- Károly Zipernowsky, Hongarije (1853-1942)
- Petr Zuman, Tsjechië (*1926)
- Vladimir Zworykin, Rusland (1889-1982)